# Тук (коммуна)
Тук (фр. Touques) — коммуна во Франции,  находится в регионе Нормандия, департамент Кальвадос, округ Лизьё, кантон Онфлёр-Довиль. Расположена в 26 км к северу от Лизьё и в 40 км к югу от Гавра, на берегу реки Тук.
Население (2018) — 3 676 человек. 

## История
Выгодное расположение в устье одноименной реки позволяло Туку на протяжении веков иметь доминирующее влияние в политической и экономической жизни региона. Однако с начала XIX веке, по мере развития Трувиля и Довиля, позиции Тука стали ослабевать. Довершили процесс превращения Тука в захолустный поселок железная дорога, проложенная в Трувиль-Довиль по противоположному берегу реки Тук, и существенное обмеление реки, ограничившее судоходство. 

## Достопримечательности
- Церковь Святого Петра XI века
- Усадьба Гренье XVI-XVII веков
- Приходская церковь Святого Тома XII века

## Экономика
Структура занятости населения:
- сельское хозяйство — 1,9 %
- промышленность — 3,6 %
- строительство — 12,2 %
- торговля, транспорт и сфера услуг — 67,9 %
- государственные и муниципальные службы — 14,3 %

Уровень безработицы (2017) — 14,9 % (Франция в целом —  13,4 %, департамент Кальвадос — 12,5 %). 

Среднегодовой доход на 1 человека, евро (2018) — 20 700 (Франция в целом — 21 730, департамент Кальвадос — 21 490).

## Демография
Динамика численности населения, чел.

## Администрация
Пост мэра Тука с 2008 года занимает Колетт Нувель-Русло (Colette Nouvel-Rousselot). На муниципальных выборах 2020 года возглавляемый ею правый список победил в 1-м туре, получив 57,16 % голосов.
| Период | Период | Фамилия             | Партия                  | Примечания                                         |
| ------ | ------ | ------------------- | ----------------------- | -------------------------------------------------- |
| 1974   | 1989   | Шарль Роффе         |                         |                                                    |
| 1989   | 2008   | Жильбер Юрель       | Социалистическая партия | учитель                                            |
| 2008   |        | Колетт Нувель-Русло | Разные правые           | руководитель предприятия, член Совета департамента |

## Города-побратимы
- Санкт-Андреасберг, Германия
- Спейсайд, Шотландия

## Галерея

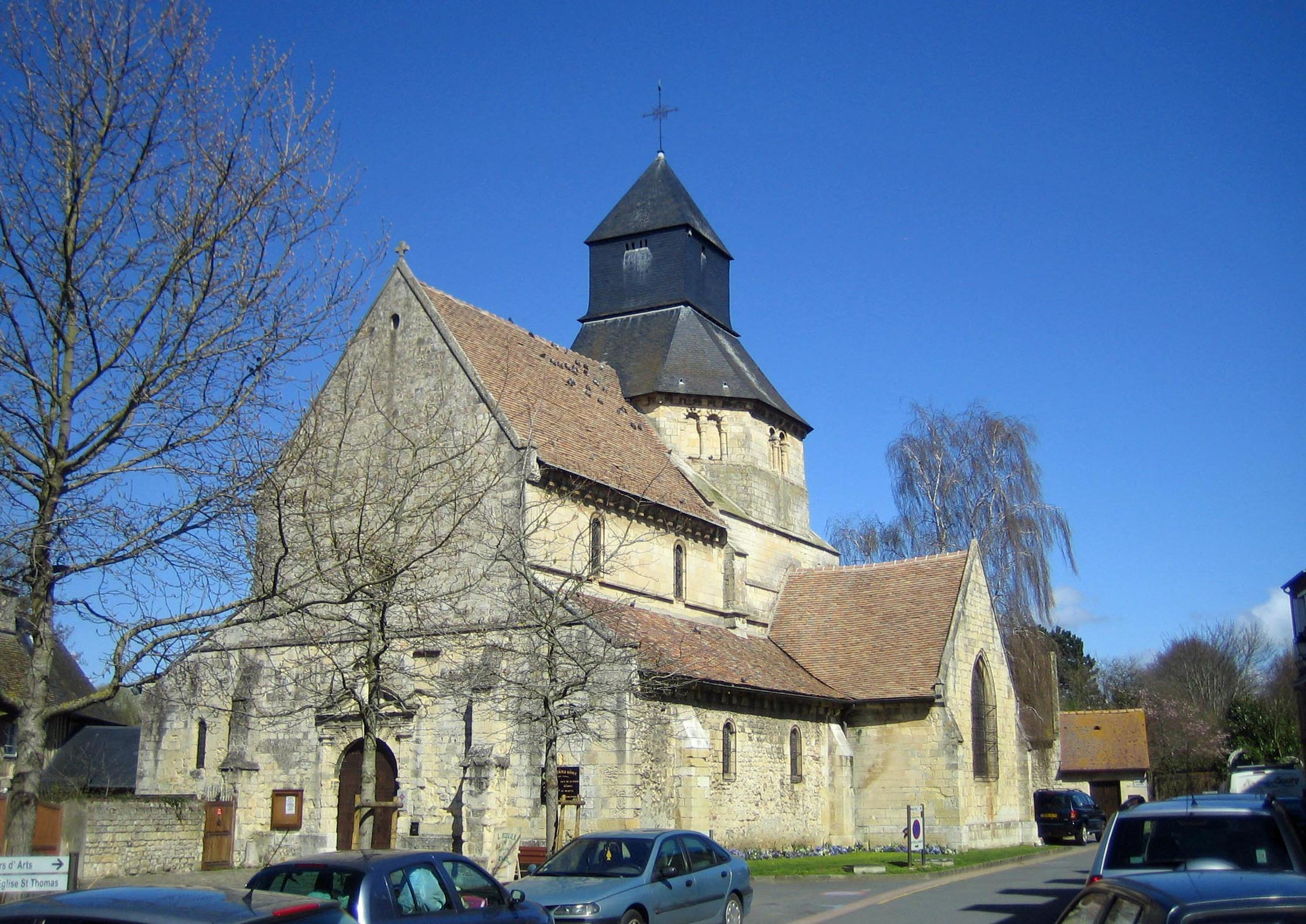
Церковь Святого Петра
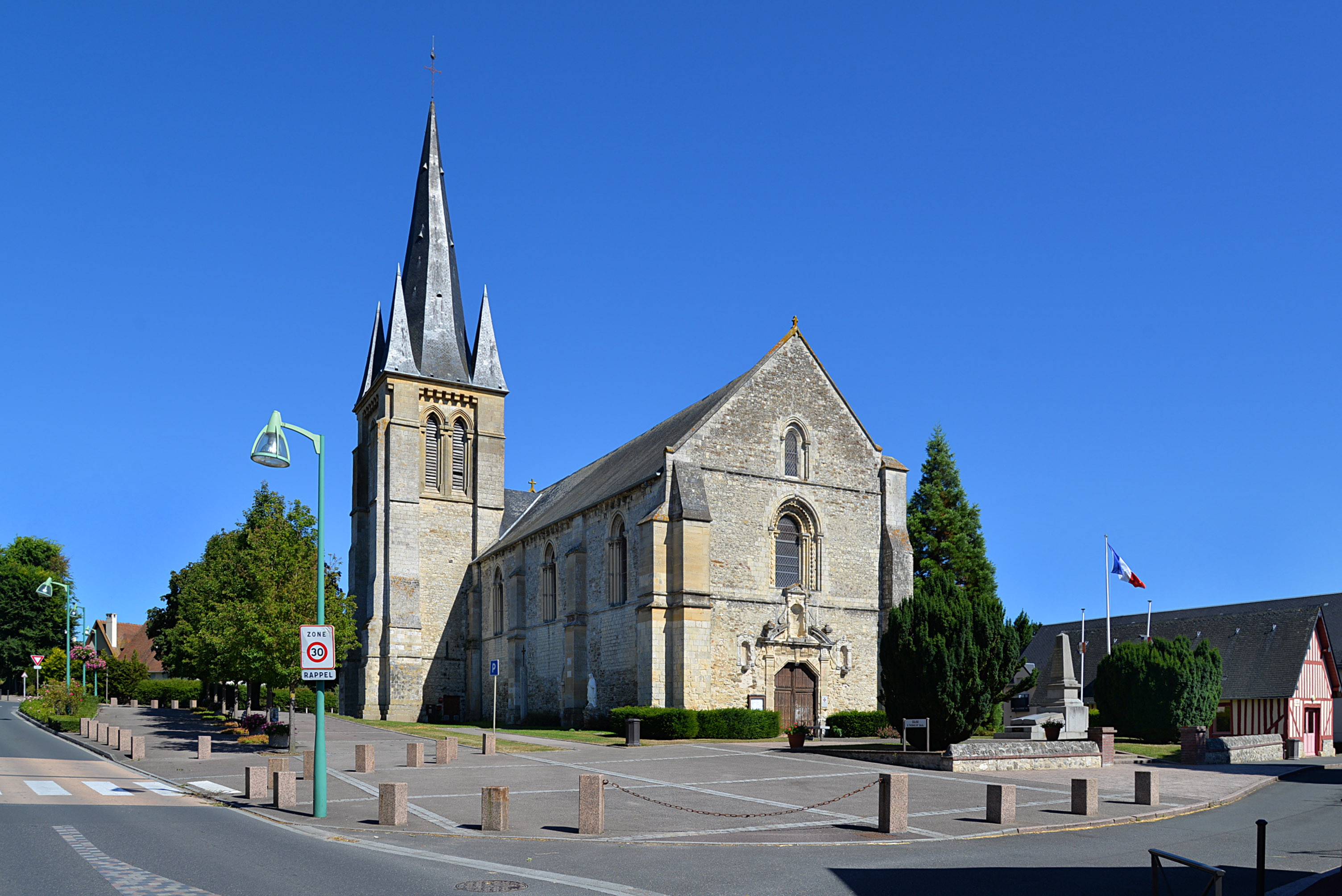
Церковь Святого Тома
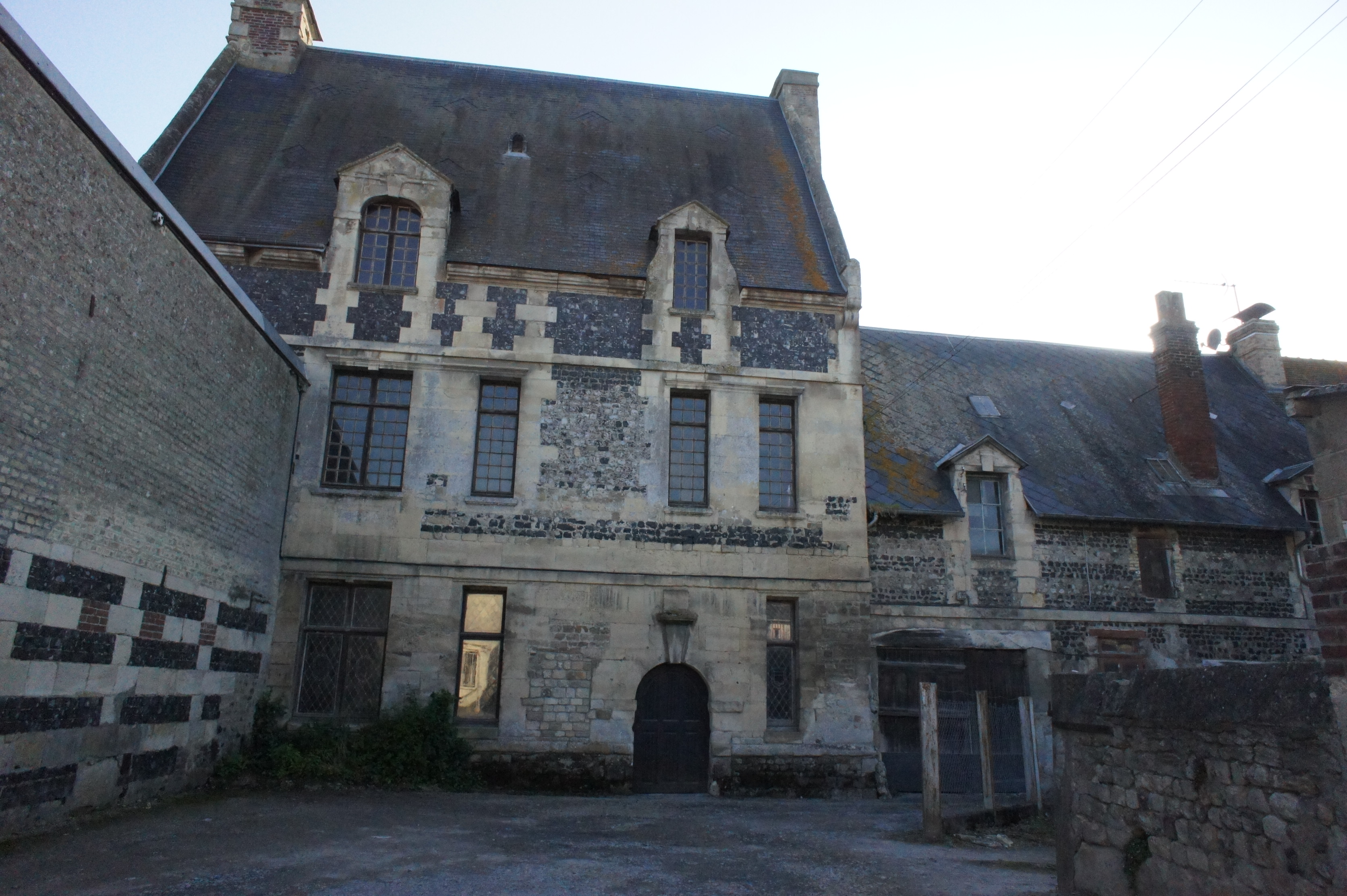
Усадьба Гренье

1. 1 2  база данных о французских коммунах — Национальный географический институт Франции, 2015.